# Challenger de Lüdenscheid 2022
El torneo Platzmann-Sauerland Open 2022 fue un torneo de tenis perteneció al ATP Challenger Tour 2022 en la categoría Challenger 80. Se trató de la 2ª edición; el torneo tuvo lugar en la ciudad de Lüdenscheid (Alemania), desde el 27 de junio hasta el 3 de julio de 2022 sobre pista de tierra batida al aire libre.

## Jugadores participantes del cuadro de individuales
| Favorito | País                  | Jugador                    | Rank1 | Posición en el torneo |
| -------- | --------------------- | -------------------------- | ----- | --------------------- |
| 1        | Bandera de Chile      | Nicolás Jarry              | 129   | Semifinales           |
| 2        | Bandera de Alemania   | Mats Moraing               | 142   | Primera ronda         |
| 3        | Bandera de Francia    | Manuel Guinard             | 154   | Segunda ronda         |
| 4        | Bandera de Italia     | Marco Cecchinato           | 171   | Cuartos de final      |
| 5        | Bandera de Argentina  | Santiago Rodríguez Taverna | 179   | Cuartos de final      |
| 6        | Bandera de Suiza      | Dominic Stricker           | 188   | Primera ronda         |
| 7        | Bandera de Uruguay    | Pablo Cuevas               | 189   | Cuartos de final      |
| 8        | Bandera de Eslovaquia | Filip Horanský             | 195   | Segunda ronda         |

- 1 Se ha tomado en cuenta el ranking del 20 de junio de 2022.

### Otros participantes
Los siguientes jugadores recibieron una invitación (wild card), por lo tanto ingresan directamente al cuadro principal (WC):
- Rudolf Molleker
- Marko Topo
- Marcel Zielinski

Los siguientes jugadores ingresan al cuadro principal tras disputar el cuadro clasificatorio (Q):
- Bogdan Bobrov
- Jeremy Jahn
- Georgii Kravchenko
- Hamad Međedović
- Mohamed Safwat
- Timo Stodder

## Campeones

### Individual Masculino
- Hamad Medjedovic derrotó en la final a  Zhizhen Zhang, 6–1, 6–2

### Dobles Masculino
- Robin Haase /  Sem Verbeek derrotó en la final a  Fabian Fallert /  Hendrik Jebens, 6–2, 5–7, [10–3]